# Eurymerus eburioides
Eurymerus eburioides är en skalbaggsart som beskrevs av Audinet-serville 1833. Eurymerus eburioides ingår i släktet Eurymerus och familjen långhorningar.
Artens utbredningsområde är:
- Paraguay.
- Uruguay.

Inga underarter finns listade i Catalogue of Life.